# Гончак (судно)
Гонча́к — тип річкового судна, що використовувався на Дніпрі.
У довжину гончак був 22,0-28,5 сажнів, у ширину — від 3 до 6 сажнів. Мав підйомну здатність від 10000 до 60000 пудів. Потребував команду з 4-16 осіб.
На 1885 рік по Дніпру плавало 9 суден цього типу.